# Papieska elekcja 1187 (Grzegorz VIII)
Papieska elekcja 21 października 1187 – papieska elekcja, która odbyła się po śmierci Urbana III i zakończyła się wyborem Grzegorza VIII.

## Lista uczestników
Urban III zmarł 20 października 1187 w Ferrarze. Na podstawie dostępnych danych najbardziej prawdopodobne wydaje się, że Święte Kolegium liczyło wówczas 23 kardynałów, z czego 13 uczestniczyło w wyborze nowego papieża:
- Henri de Marsiac OCist (nominacja kardynalska: marzec 1179) – kardynał biskup Albano
- Paolo Scolari (22 września 1179) – kardynał biskup Palestriny; archiprezbiter bazyliki liberiańskiej
- Thibaud de Vermandois OSBCluny (1184) – kardynał biskup Ostia e Velletri
- Alberto di Morra OPraem (22 grudnia 1156) – kardynał prezbiter S. Lorenzo in Lucina; protoprezbiter Świętego Kolegium Kardynałów; kanclerz Świętego Kościoła Rzymskiego
- Pietro de Bono CanReg (18 grudnia 1165) – kardynał prezbiter S. Susanna
- Laborans de Panormo (22 września 1173) – kardynał prezbiter S. Maria in Trastevere
- Melior OSBVall (16 marca 1185) – kardynał prezbiter Ss. Giovanni e Paolo; kamerling Świętego Kościoła Rzymskiego
- Adelardo Cattaneo (16 marca 1185) – kardynał prezbiter S. Marcello
- Giacinto Bobone (23 grudnia 1144) – kardynał diakon S. Maria in Cosmedin; protodiakon Świętego Kolegium Kardynałów
- Graziano da Pisa (23 września 1178) – kardynał diakon Ss. Cosma e Damiani
- Ottaviano di Paoli (18 grudnia 1182) – kardynał diakon Ss. Sergio e Bacco
- Pietro Diana (16 marca 1185) – kardynał diakon S. Nicola in Carcere
- Radulf Nigellus (16 marca 1185) – kardynał diakon S. Giorgio in Velabro

Sześciu elektorów mianował Lucjusz III, pięciu Aleksander III a po jednym Adrian IV i Lucjusz II.

### Nieobecni
Dziesięciu kardynałów było nieobecnych:
- Konrad von Wittelsbach CanReg (18 grudnia 1165) – kardynał biskup Sabiny; prymas Świętego Kolegium Kardynałów; arcybiskup Moguncji i arcykanclerz Niemiec
- Giovanni Conti da Anagni (20 grudnia 1158) – kardynał prezbiter S. Marco
- Guillaume de Champagne (marzec 1179) – kardynał prezbiter S. Sabina; arcybiskup Reims; legat papieski we Francji; przewodniczący Rady Królewskiej Francji
- Ruggiero di San Severino OSB (1180) – kardynał prezbiter S. Eusebio; arcybiskup Benewentu
- Pandolfo Roberti CanReg (18 grudnia 1182) – kardynał prezbiter Ss. XII Apostoli; kanonik kapituły w Lukce
- Albino CanReg (18 grudnia 1182) – kardynał prezbiter S. Croce in Gerusalemme; wikariusz Spoleto
- Bobo (18 grudnia 1182) – kardynał diakon S. Angelo in Pescheria; legat papieski we Francji
- Soffredo CanReg (18 grudnia 1182) – kardynał diakon S. Maria in Via Lata; legat papieski we Francji
- Gerardo CanReg (18 grudnia 1182) – kardynał diakon S. Adriano; wikariusz Rzymu
- Rolando (16 marca 1185) – kardynał diakon S. Maria in Portico

Sześciu nieobecnych mianował Lucjusz III, trzech Aleksander III, a jednego Adrian IV.

## Wybór Grzegorza VIII
21 października, dzień po śmierci Urbana III, kardynałowie obecni w Ferrarze zgromadzili się by wybrać jego następcę. Rozważano trzy możliwe kandydatury: Henri de Marsiac, Paolo Scolari i Alberto di Morra. Mimo to szybko podjęto decyzję, gdyż Henri de Marsiac nie zgodził się kandydować, a Paolo Scolari ze względu na zły stan zdrowia nie zyskał poparcia. W tej sytuacji kardynałowie zagłosowali na sędziwego kanclerza Alberto di Morra, który jeszcze tego samego dnia został jednomyślnie wybrany na papieża. Elekt, mający już około 80 lat, przybrał imię Grzegorz VIII.

## Uzupełniające źródła internetowe
- Jaffé Philipp, Regesta pontificum Romanorum ab condita Ecclesia ad annum post Christum natum MCXCVIII, Vol.II, Lipsk 1888